# جون جيمس فرازير
جون جيمس فرازير هو قاضي ومحامي وسياسي كندي، ولد في 1 أغسطس 1829 في كندا، وتوفي في 24 نوفمبر 1896 في جنوة في إيطاليا. حزبياً، نشط في الحزب التقدمي المحافظ في نيو برونزويك ‏. وقد انتخب عضو الجمعية التشريعية لنيو برونزويك ‏ وانتخب Lieutenant Governor of New Brunswick ‏ (20 ديسمبر 1893 – 24 نوفمبر 1896) وانتخب Premier of New Brunswick ‏ (3 مايو 1878 – 25 مايو 1882).